# Tiếng thét (tranh)
Tiếng thét (tiếng Na Uy: Skrik) là tên của một trong bốn bản sáng tác, dưới dạng tranh vẽ và in trên đá theo trường phái biểu hiện của danh họa người Na Uy Edvard Munch vào khoảng năm 1893 và 1910. Tất cả các bức họa đều vẽ một nhân vật đầy âu lo tuyệt vọng tương phản với phong cảnh hòa cùng bầu trời đỏ. Họa sĩ không chú tâm mô tả cái mình nhìn thấy, ghét sự hời hợt của tình cảm. Chủ đích của ông là biểu hiện mạnh nhất, nhanh nhất tình cảm mạnh mẽ, tức thời của mình. Thế nên tranh nghiêng ngả, không cân bằng, nét vung mạnh mẽ, chói gắt. Phong cảnh nền trong bức tranh thuộc thành phố Oslofjord, nhìn từ Ekeberg, Oslo.
Edvard Munch tạo ra bốn bản của Tiếng thét trên các chất liệu khác nhau. Phòng trưng bày quốc gia Na Uy ở Oslo giữ một trong hai bức họa vẽ bằng thuốc màu (năm 1893, là bức tranh ở bên phải). Viện bảo tàng Munch giữ một bản khác (bản năm 1910) và một bản phấn màu. Bản thứ tư (phấn màu, năm 1895) được một người mua với trị giá 119.922.500 đôla tại cuộc bán đấu giá Mỹ thuật Ấn tượng và Hiện đại do tập đoàn Sotheby's tổ chức vào ngày 2 tháng 5 năm 2012, là bức tranh có mức giá danh định cao nhất từ trước đến nay trong một cuộc đấu giá. Bức tranh Những Người Chơi Bài của danh họa Paul Cézanne được bán bí mật vào năm 2011 với trị giá hơn 250 triệu đô la
Tiếng thét từng là mục tiêu của các kẻ trộm tranh chuyên nghiệp. Vào năm 1994, bản đặt tại phòng trưng bày quốc gia ở Oslo đã từng bị đánh cắp nhưng nó đã được thu lại sau vài tháng kể từ khi bị đánh cắp. Vào năm 2004, hai bức tranh gồm Tiếng thét và Madonna đã bị trộm từ viện bảo tàng Munch và đã được thu hồi hai năm sau đó.

## Trường phái
Bức tranh "Skrik" (1893) của Edvard Munch thuộc Chủ nghĩa biểu hiện, một phần của trào lưu tiền hiện thực. Bức tranh này thể hiện sự ám ảnh, sợ hãi và cô đơn, tạo ra một cảm giác khá khó chịu khi nhìn vào. Munch sử dụng các đường nét sắc sảo và màu sắc đậm để tạo ra một không gian phi thực, mang lại cho người xem một trạng thái tinh thần bất an và đau đớn. Bức tranh "Skrik" được coi là một biểu tượng của nỗi sợ hãi, cô đơn và sự sụp đổ của con người đối diện với căng thẳng và khủng hoảng trong xã hội hiện đại.

## Tóm tắt tiểu sử
Bức tranh "Tranh Thét" được vẽ trong một thời điểm khi Munch đang trải qua những trạng thái tâm lý khó khăn và đau đớn. Trong nhật ký của mình, ông ghi lại cảm nhận và cảm xúc của mình khi vẽ bức tranh này. Ông miêu tả một buổi tối khi ông đang đi trên một con đường, với mặt trời lặn và bầu trời chuyển thành màu đỏ máu. Ông cảm nhận được một tiếng kêu thét đi qua tự nhiên và cảm thấy mệt mỏi và lo lắng. Ông vẽ bức tranh này để biểu đạt những cảm xúc sâu sắc của mình.
Bức tranh "Tranh Thét" hiển thị một người đàn ông đứng trên một cầu, với tay nắm lấy hai bên mặt và miệng mở ra trong một tiếng thét vô tận. Người đàn ông trong hình có một hình dạng không rõ ràng, nhưng cảm xúc sợ hãi và đau khổ được truyền đạt rất mạnh mẽ. Bầu trời đỏ màu đỏ máu và đám mây có hình dạng khác thường tạo nên một không gian kỳ lạ và bí ẩn.
Bức tranh này đã nhanh chóng trở thành một biểu tượng của nghệ thuật biểu cảm và được coi là một Tuyên ngôn về cảm xúc con người. Nó đã lan rộng trên toàn cầu và trở thành một trong những tác phẩm nghệ thuật nổi tiếng nhất trong Lịch sử.